# وست آوکلند

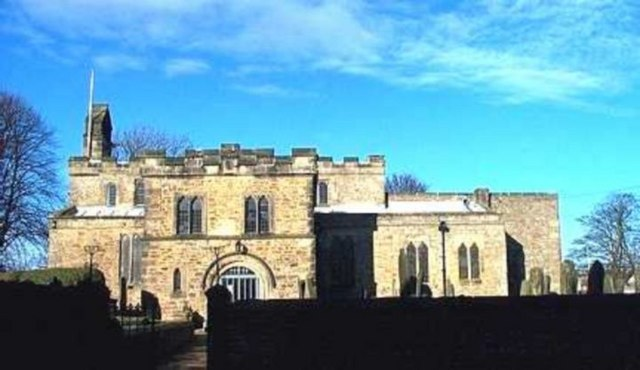
وست آوکلند

وست آوکلند (به انگلیسی: West Auckland) یک روستا و محله مدنی در بریتانیا است که در County Durham واقع شده‌است. وست آوکلند ۸٬۵۰۹ نفر جمعیت دارد.